# Aıdos Táttibaev
Aıdos Temirǵalıuly Táttibaev (in kazako Айдос Темірғалиұлы Тәттібаев?; Zaharovka, 26 aprile 1990) è un calciatore kazako, attaccante dello Shahter Qaraǵandy.

## Carriera

### Club
Ha debuttato tra i professionisti con la maglia dello Shahter Qaraǵandy, totalizzando oltre 100 presenze nella massima serie kazaka.

### Nazionale
Convocato per la prima volta in nazionale maggiore nell'agosto 2021, esordisce il 4 settembre successivo in un match di qualificazione ai mondiali perso per 1-0 contro la Finlandia.

## Palmarès

### Club

#### Competizioni nazionali
- Campionato kazako: 1

Shahter Qaraǵandy	: 2011

### Individuale
- Capocannoniere della Birinşi Lïga: 1

2019 (19 gol)
- Capocannoniere della coppa del Kazakistan: 1

2021 (10 gol)